# Список столиц штатов и союзных территорий в Индии
Индия — страна, расположенная в Южной Азии. Индия с населением более 1,38 миллиарда человек является самой густонаселенной демократией в мире. Это федеративная конституционная республика с парламентской системой, состоящей из 28 штатов и 8 союзных территорий. Все штаты, а также союзные территории Джамму и Кашмир, Пондичерри и Национальная столичная территория Дели избрали законодательные органы и правительства по образцу Вестминстерской модели. Остальные пять союзных территорий управляются непосредственно центральным правительством через назначенных администраторов. В 1956 году в соответствии с Законом о реорганизации штатов, штаты были реорганизованы на лингвистической основе. С тех пор их структура осталась в большей степени неизменной. Территория каждого штата или союзной территории делится на административные районы.
Законодательные органы пяти штатов Андхра-Прадеш, Гоа, Химачал-Прадеш, Махараштра и Уттаракханд, а также союзных территорий Джамму и Кашмир встречаются в разных столицах на летней и зимней сессиях. Ладакх имеет как Лех, так и Каргил в качестве своих административных столиц.
Столицы штатов и союзных территорий отсортированы по административным, законодательным и судебным столицам. Административная столица — это место, где расположены исполнительные правительственные учреждения.

## Штаты и союзные территории
- союзные территории отмечены знаком

| No. | Государственная или союзная территория | Административная столица      | Законодательная столица        | Судебная столица              | Год основания штата | Бывшая столица                               |
| --- | -------------------------------------- | ----------------------------- | ------------------------------ | ----------------------------- | ------------------- | -------------------------------------------- |
| 1   | Андаманские и Никобарские острова      | Порт-Блэр                     | —                              | Калькутта                     | 1956                | —                                            |
| 2   | Андхра-Прадеш                          | Амаравати                     | Амаравати                      | Амаравати                     | 1956                | Хайдарабад (1956—2017) Амаравати (2017—2020) |
| 3   | Аруначал-Прадеш                        | Итанагар                      | Итанагар                       | Гувахати                      | 1987                | —                                            |
| 4   | Ассам                                  | Диспур                        | Диспур                         | Гувахати                      | 1950                | Шиллонг (1950—1972)                          |
| 5   | Бихар                                  | Патна                         | Патна                          | Патна                         | 1950                | —                                            |
| 6   | Чандигарх                              | Чандигарх                     | —                              | Чандигарх                     | 1966                | —                                            |
| 7   | Чхаттисгарх                            | Райпур                        | Райпур                         | Биласпур                      | 2000                | —                                            |
| 8   | Дадра и Нагар-Хавели и Даман и Диу     | Даман                         | —                              | Мумбаи                        | 2020                | —                                            |
| 9   | Дели                                   | Нью-Дели                      | Нью-Дели                       | Нью-Дели                      | 1956                | —                                            |
| 10  | Гоа                                    | Панаджи                       | Порворим                       | Мумбаи                        | 1987                | —                                            |
| 11  | Гуджарат                               | Гандинагар                    | Гандинагар                     | Ахмадабад                     | 1960                | Ахмадабад (1960—1970)                        |
| 12  | Харьяна                                | Чандигарх                     | Чандигарх                      | Чандигарх                     | 1966                | —                                            |
| 13  | Химачал-Прадеш                         | Шимла                         | Шимла (Лето) Дхарамсала (Зима) | Шимла                         | 1971                | —                                            |
| 14  | Джамму и Кашмир                        | Сринагар (Лето) Джамму (Зима) | Сринагар (Лето) Джамму (Зима)  | Сринагар (Лето) Джамму (Зима) | 2019                | —                                            |
| 15  | Джаркханд                              | Ранчи                         | Ранчи                          | Ранчи                         | 2000                | —                                            |
| 16  | Карнатака                              | Бангалор                      | Бангалор                       | Бангалор                      | 1956                | —                                            |
| 17  | Керала                                 | Тривандрам                    | Тривандрам                     | Кочин                         | 1956                | —                                            |
| 18  | Ладакх                                 | Лех (Лето) Каргил (Зима)      | —                              | Сринагар (Лето) Джамму (Зима) | 2019                | —                                            |
| 19  | Лакшадвип                              | Каваратти                     | —                              | Кочин                         | 1956                | —                                            |
| 20  | Мадхья-Прадеш                          | Бхопал                        | Бхопал                         | Джабалпур                     | 1956                | —                                            |
| 21  | Махараштра                             | Мумбаи                        | Мумбаи (Лето) Нагпур (Зима)    | Мумбаи                        | 1960                | —                                            |
| 22  | Манипур                                | Импхал                        | Импхал                         | Импхал                        | 1972                | —                                            |
| 23  | Мегхалая                               | Шиллонг                       | Шиллонг                        | Шиллонг                       | 1972                | —                                            |
| 24  | Мизорам                                | Аиджал                        | Аиджал                         | Гувахати                      | 1987                | —                                            |
| 25  | Нагаленд                               | Кохима                        | Кохима                         | Гувахати                      | 1963                | —                                            |
| 26  | Одиша                                  | Бхубанешвар                   | Бхубанешвар                    | Каттак                        | 1950                | Каттак (1816—1948)                           |
| 27  | Пондичерри                             | Пондичерри                    | Пондичерри                     | Ченнаи                        | 1954                | —                                            |
| 28  | Пенджаб                                | Чандигарх                     | Чандигарх                      | Чандигарх                     | 1966                | —                                            |
| 29  | Раджастхан                             | Джайпур                       | Джайпур                        | Джодхпур                      | 1950                | —                                            |
| 30  | Сикким                                 | Гангток                       | Гангток                        | Гангток                       | 1975                | —                                            |
| 31  | Тамилнад                               | Ченнаи                        | Ченнаи                         | Ченнаи                        | 1956                | —                                            |
| 32  | Телингана                              | Хайдарабад                    | Хайдарабад                     | Хайдарабад                    | 2014                | —                                            |
| 33  | Трипура                                | Агартала                      | Агартала                       | Агартала                      | 1972                | —                                            |
| 34  | Уттар-Прадеш                           | Лакхнау                       | Лакхнау                        | Аллахабад                     | 1950                | —                                            |
| 35  | Уттаракханд                            | Дехрадун                      | Герсен (Лето) Дехрадун (Зима)  | Найнитал                      | 2000                | —                                            |
| 36  | Западная Бенгалия                      | Калькутта                     | Калькутта                      | Калькутта                     | 1950                |                                              |

## Заметки
1. ↑  Хайдарабад — де-юре совместная столица Андхра-Прадеш и Телинганы до 2024 года
2. ↑  Шиллонг был совместной столицей Ассама и Мегхалаи до 1972 года[3]
3. ↑  Чандигарх является столицей штатов Пенджаб и Харьяна, и является союзной территорией, отдельной от двух штатов[4].
4. ↑  Ная Райпур планируется заменить Райпур в качестве столицы Чхаттисгарха.
5. ↑  Панаджи был столицей Гоа с 1843 года, когда им правили португальцы.[5]
6. ↑  Мумбаи (Бомбей) был столицей Бомбейского президентства, которое было провинцией до 1950 года. После этого Бомбей стал столицей штата Бомбей. Впоследствии в 1960 году штат Бомбей был разделен на Гуджарат и Махараштру.
7. ↑  Гангток был столицей Сиккима с 1890 года. Королевство Сикким присоединилось к Индийскому Союзу в 1975 году.[9]
8. ↑  Ченнаи (Мадрас) был столицей Мадрасского президентства с 1839 года, который был преобразован в штат Мадрас в 1956 году. В 1968 году штат Мадрас был переименован в Тамилнад.

## Цитаты
1. ↑  Sharma, 2007, p. 49.
2. 1 2 3  Andhra Governor gives nod to CM Jagan Mohan Reddy's three-capital plan (англ.). Livemint (1 августа 2020). Дата обращения: 13 октября 2020. Архивировано 27 октября 2020 года.
3. ↑  Baruah, 1999, p. xiii.
4. ↑  Menon, Banerjea, 2002, p. 5.
5. ↑  Ring, 1996, p. 288.
6. ↑  Dharamshala Declared Second Capital of Himachal (англ.). www.hillpost.in. Дата обращения: 13 октября 2020. Архивировано 11 ноября 2018 года.
7. ↑  What is the Darbar Move in J&K all about?. The Hindu. 8 мая 2017. Архивировано 10 ноября 2017. Дата обращения: 13 октября 2020.
8. ↑  Excelsior, Daily. LG, UT Hqrs, Head of Police to have Sectts at both Leh, Kargil: Mathur (12 ноября 2019). Дата обращения: 13 октября 2020. Архивировано 13 февраля 2020 года.
9. ↑  Spate, 1953, p. 200.
10. ↑  Gairsain Named Uttarakhand's New Summer Capital (англ.). Times of India. Дата обращения: 13 октября 2020. Архивировано 28 октября 2020 года.

## Внешние ссылки
- List of states in India
- https://instapdf.in/indian-states-and-capital-list-2020/